# Alexandr Bublik
Alexandr Bublik (rusky Александр Станиславович Бублик, Alexandr Stanislavovič Bublik, * 17. června 1997 Gatčina) je kazachstánský profesionální tenista, reprezentující do roku 2016 rodné Rusko. Ve své dosavadní kariéře na okruhu ATP Tour vyhrál sedm singlových turnajů. Na Open Sud de France 2024 se stal prvním hráčem v historii ATP, který získal trofej přes ztrátu úvodní sady ve všech kolech dvouhry. Na challengerech ATP a okruhu ITF vybojoval jedenáct titulů ve dvouhře a tři ve čtyřhře.
Na žebříčku ATP byl ve dvouhře nejvýše klasifikován v květnu 2024 na 17. místě a ve čtyřhře v listopadu 2021 na 47. místě. Trénují ho Artem Suprunov a Boris Sobkin.
V kazachstánském daviscupovém týmu debutoval v roce 2019 kvalifikačním kolem proti Portugalsku, v němž porazil Joãa Sousu. Kazachstánci zvítězili 3:1 na zápasy. Do září 2025 v soutěži nastoupil ke čtrnácti mezistátním utkáním s bilancí 11–7 ve dvouhře a 3–4 ve čtyřhře.
Kazachstán reprezentoval na odložených Letních olympijských hrách 2020 v Tokiu, kde v úvodu mužské dvouhry podlehl světové dvojce Daniilu Medveděvovi. Do mužské čtyřhry zasáhl s Andrejem Golubjevem, ale v prvním kole je vyřadili Francouzi Jérémy Chardy s Gaëlem Monfilsem.

## Tenisová kariéra
V rámci hlavních soutěží událostí okruhu ITF debutoval v srpnu 2011, když na turnaj v ruském Vsevoložsku obdržel divokou kartu. V úvodním kole antukové akce podlehl krajanu Alexandru Pavljučenkovovi. Premiérový singlový titul na challengerech si odvezl z dubnového Morelos Open 2017 s dotací 50 tisíc dolarů, v mexické Cuernavace, po finálové výhře nad Chilanem Nicolásem Jarrym. Druhou challengerovou trofej přidal na srpnovém Nordic Naturals Challenger 2017 v kalifornském Aptosu s rozpočtem 100 tisíc dolarů, když v závěrečném duelu zdolal Brita Liama Broadyho. Průnik mezi dvě stě nejlepších tenistů zaznamenal 30. ledna 2017 po Australian Open. Do elitní stovky se poprvé podíval 18. září 2017 po semifinálové účasti na istanbulském challengeru, na němž vypadl s Berrettinim. Na žebříčku ATP se posunul ze 101. na 96. příčku.

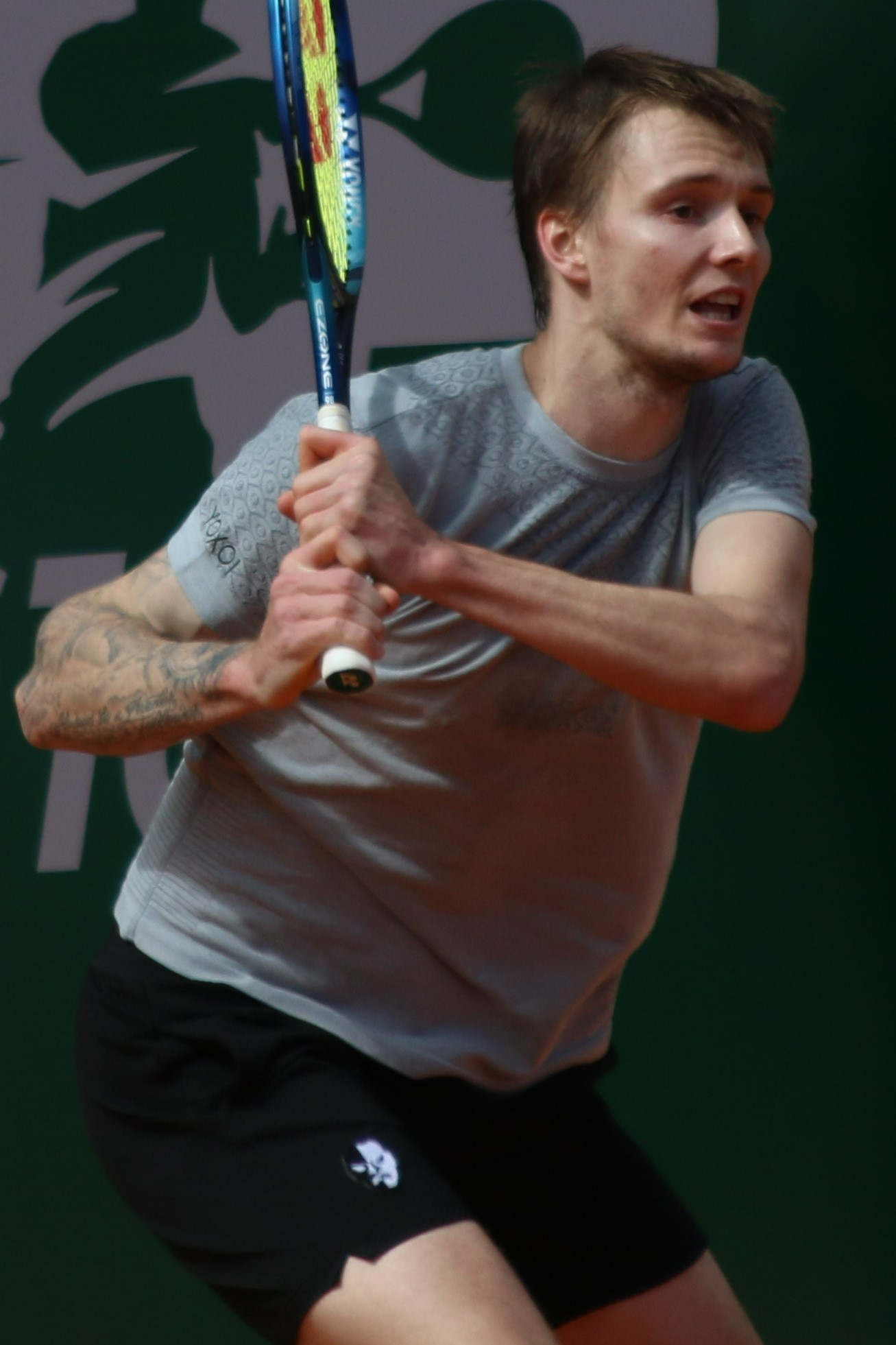
Bekhend na Monte-Carlo Masters 2022

V kvalifikaci dvouhry okruhu ATP World Tour debutoval na říjnovém Kremlin Cupu 2014 v Moskvě. V úvodním kole vypadl s bosenským hráčem Damirem Džumhurem. Premiérový kariérní zápas odehraný v hlavní soutěži pak dosáhl na St. Petersburg Open 2016, do níž obdržel divokou kartu od petrohradských pořadatelů. V prvním kole jej vyřadil ruský tenista Daniil Medveděv. První vyhraný zápas pak zaznamenal na Kremlin Cupu 2016, kde po výhrách nad Konstantinem Kravčukem a Robertem Bautistou Agutem prošel do čtvrtfinále. V něm jeho cestu soutěží zastavil Pablo Carreño Busta až v tiebreaku rozhodujícího setu. Čtvrtfinálovou účast si zopakoval o rok později na Kremlin Cupu 2017, kde na jeho raketě skončili Rus Teimuraz Gabašvili i Španěl Albert Ramos-Viñolas. Mezi poslední osmičkou však nenašel recept na pozdějšího litevského finalistu Ričardase Berankise.
V rámci série ATP Masters odehrál první utkání v kvalifikaci březnového BNP Paribas Open 2017 v Indian Wells, v níž jej po vítězství nad Lotyšem Ernests Gulbis přehrál nejvýše nasazený Gruzínec Nikoloz Basilašvili. O dva týdny později se objevil v kvalifikaci Miami Open 2017, kde na úvod neuspěl s Argentincem Renzem Olivem.
Debut v hlavní soutěži nejvyšší grandslamové kategorie zaznamenal v mužském singlu Australian Open 2017 po zvládnuté tříkolové kvalifikaci, v jejímž rozhodujícím střetnutí na jeho raketě zůstal Jihokorejec Lee Duck-hee. První vyhraný zápas na grandslamu pak vybojoval na melbournském majoru proti šestnáctému nasazenému Francouzi Lucasi Pouillemu ve čtyřech sadách. Ve druhé fázi jej zdolal Tunisan Malek Džazírí. Ve Wimbledonu 2017 prošel kvalifikačním sítem jako šťastný poražený. Na úvod dvouhry pak nestačil na světovou jedničku Andyho Murrayho.
Do prvního finále na okruhu ATP Tour se probojoval na červencovém Hall of Fame Open 2019 v Newportu, kde nestačil na Američana Johna Isnera. Na zářijovém Chengdu Open 2019 v Čcheng-tu odešel poražen z boje o titul od Španěla Pabla Carreña Busty po vyrovnaném třísetovém průběhu.

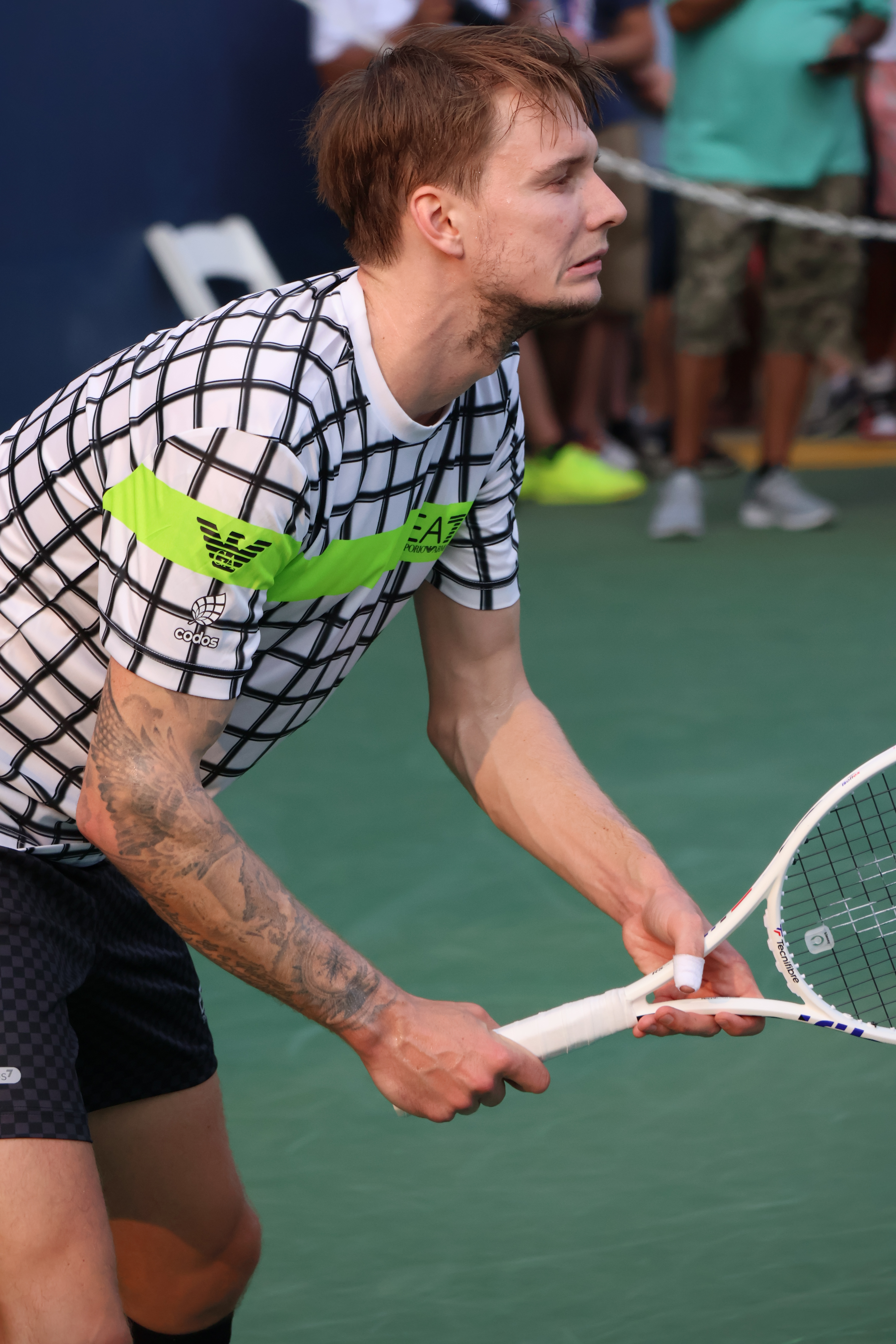
Příjem na Washington Open 2023

První titul na túře ATP vybojoval na halovém Open Sud de France 2022 v Montpellier, kde startoval z pozice 35. hráče žebříčku. Ve čtvrtfinále vyřadil španělskou světovou devatenáctku Roberta Bautistu Aguta až ziskem tiebreaku v¨rozhodující sadě a poté Srba Filipa Krajinoviće ze čtvrté desítky klasifikace. Ve finále zdolal třetího muže žebříčku Alexandra Zvereva, znamenající premiérovou výhru nad členem z elitní světové pětky. Po šňůře čtyř finálových porážek si tak připsal první turnajové vítězství. Druhou trofej si odvezl z travnatého Terra Wortmann Open 2023 v severoněmeckém Halle. V semifinále opět přehrál Zvereva a v utkání o titul světovou sedmičku Andreje Rubljova po třísetovém průběh. Až ve čtvrtém vzájemném duelu jej tak dokázal porazit. Jednalo se o jeho první finále v kategorii ATP 500. Bodový zisk jej posunul na nové kariérní maximum, 26. příčku. Ze soubojů o titul na trávě odešel poražen již v letech 2019 a 2022 na newportském Hall of Fame Open.
Druhou montpellierskou trofej si odvezl z únorového Open Sud de France 2024. Ve druhém kole odvrátil tři mečboly Denisi Shapovalovovi a ve finále přehrál Chorvata Bornu Ćoriće. Na okruhu ATP Tour se tak stal prvním hráčem, který získal trofej přes ztrátu úvodní sady ve všech kolech turnaje. Bodový zisk mu zajistil posun na nové kariérní maximum, 23. příčku žebříčku. Na travnatém Terra Wortmann Open 2025 v Halle porazil poprvé v kariéře světovou jedničku, italského obhájce titulu Jannika Sinnera. Ve druhém kole mu oplatil červnovou porážku z French Open 2025, kde premiérově prošel do čtvrtfinále grandslamu. Nezastavili ho ani sedmý nasazený Tomáš Macháč, turnajová osmička Karen Chačanov a ve finále jedenáctý muž žebříčku Daniil Medveděv, kterého porazil až v sedmém vzájemném duelu. Z Halle Open si odvezl druhou trofej a stal se čtvrtým vícenásobným šampionem turnaje. Po skončení se 23. června 2025 posunul na 30. místo žebříčku.

## Finále na Grand Slamu

### Mužská čtyřhra: 1 (0–1)
| Stav      | rok  | turnaj      | povrch | spoluhráč       | soupeři ve finále                   | výsledek           |
| --------- | ---- | ----------- | ------ | --------------- | ----------------------------------- | ------------------ |
| Finalista | 2021 | French Open | antuka | Andrej Golubjev | Pierre-Hugues Herbert Nicolas Mahut | 6–4, 6–7(1–7), 4–6 |

## Finále na okruhu ATP Tour
| Legenda                   |
| ------------------------- |
| D – dvouhra; Č – čtyřhra  |
| Grand Slam (0–1 Č)        |
| Turnaj mistrů (0)         |
| ATP Tour Masters 1000 (0) |
| ATP Tour 500 (2–1 D)      |
| ATP Tour 250 (5–6 D)      |

### Dvouhra: 14 (7–7)
| Stav      | č. | datum             | turnaj                         | kategorie | povrch    | soupeř ve finále      | výsledek                |
| --------- | -- | ----------------- | ------------------------------ | --------- | --------- | --------------------- | ----------------------- |
| Finalista | 1. | 28. července 2019 | Newport, Spojené státy         | ATP 250   | tráva     | John Isner            | 6–7(2–7), 3–6           |
| Finalista | 2. | 28. září 2019     | Čcheng-tu, Čína                | ATP 250   | tvrdý     | Pablo Carreño Busta   | 7–6(7–5), 4–6, 6–7(3–7) |
| Finalista | 3. | 13. ledna 2021    | Antalya, Turecko               | ATP 250   | tvrdý     | Alex de Minaur        | 0–2skreč                |
| Finalista | 4. | 28. února 2021    | Singapur                       | ATP 250   | tvrdý     | Alexei Popyrin        | 6–4, 0–6, 2–6           |
| Vítěz     | 1. | 6. února 2022     | Montpellier, Francie           | ATP 250   | tvrdý (h) | Alexander Zverev      | 6–4, 6–3                |
| Finalista | 5. | 17. července 2022 | Newport, Spojené státy         | ATP 250   | tráva     | Maxime Cressy         | 6–2, 3–6, 6–7(3–7)      |
| Finalista | 6. | 25. dubna 2022    | Mety, Francie                  | ATP 250   | tvrdý (h) | Lorenzo Sonego        | 6–7(3–7), 2–6           |
| Vítěz     | 2. | 25. června 2023   | Halle, Německo                 | ATP 500   | tráva     | Andrej Rubljov        | 6–3, 3–6, 6–3           |
| Vítěz     | 3. | 22. října 2023    | Antverpy, Belgie               | ATP 250   | tvrdý (h) | Arthur Fils           | 6–4, 6–4                |
| Vítěz     | 4. | 5. února 2024     | Montpellier, Francie (2)       | ATP 250   | tvrdý (h) | Borna Ćorić           | 5–7, 6–2, 6–3           |
| Finalista | 7. | 2. března 2024    | Dubaj, Spojené arabské emiráty | ATP 500   | tvrdý     | Ugo Humbert           | 4–6, 3–6                |
| Vítěz     | 5. | 22. června 2025   | Halle, Německo (2)             | ATP 500   | tráva     | Daniil Medveděv       | 6–3, 7–6(7–4)           |
| Vítěz     | 6. | 20. července 2025 | Gstaad, Švýcarsko              | ATP 250   | antuka    | Juan Manuel Cerúndolo | 6–3, 4–6, 6–3           |
| Vítěz     | 7. | 26. července 2025 | Kitzbühel, Rakousko            | ATP 250   | antuka    | Arthur Cazaux         | 6–4, 6–3                |

### Čtyřhra: 1 (0–1)
| Stav      | č. | datum           | turnaj                      | kategorie  | povrch | spoluhráč       | soupeři ve finále                   | výsledek finále    |
| --------- | -- | --------------- | --------------------------- | ---------- | ------ | --------------- | ----------------------------------- | ------------------ |
| Finalista | 1. | 12. června 2021 | French Open, Paříž, Francie | Grand Slam | antuka | Andrej Golubjev | Pierre-Hugues Herbert Nicolas Mahut | 6–4, 6–7(1–7), 4–6 |

## Finále na challengerech ATP a okruhu Futures
| Legenda                    |
| -------------------------- |
| Challengery (7–1 D; 0–1 Č) |
| Futures (4–1 D; 3–3 Č)     |

### Dvouhra: 13 (11–2)
| Stav      | č. | datum           | turnaj                 | okruh      | povrch    | soupeř ve finále       | výsledek           |
| --------- | -- | --------------- | ---------------------- | ---------- | --------- | ---------------------- | ------------------ |
| Vítěz     | 1. | 16. dubna 2016  | Dauhá, Katar           | Futures    | tvrdý     | Benjamin Bonzi         | 7–6(7–4), 7–6(9–7) |
| Finalista | 1. | 23. dubna 2016  | Dauhá, Katar           | Futures    | tvrdý     | Tak Khunn Wang         | 0–6, 6–4, 2–6      |
| Vítěz     | 2. | 25. června 2016 | Moskva, Rusko          | Futures    | antuka    | Filip Horanský         | 6–3, 7–6(7–5)      |
| Vítěz     | 3. | 10. září 2016   | Petrohrad, Rusko       | Futures    | tvrdý (h) | Alexandr Vasilenko     | 6–3, 7–5           |
| Vítěz     | 4. | 8. října 2016   | Falun, švédsko         | Futures    | tvrdý (h) | Edward Corrie          | 6–4, 6–4           |
| Vítěz     | 1. | 25. února 2017  | Cuernavaca, Mexiko     | Challenger | tvrdý     | Nicolás Jarry          | 7–6(7–5), 6–4      |
| Vítěz     | 2. | 13. srpna 2017  | Aptos, Spojené státy   | Challenger | tvrdý     | Liam Broady            | 6–2, 6–3           |
| Vítěz     | 3. | listopad 2018   | Bratislava, Slovensko  | Challenger | tvrdý (h) | Lukáš Rosol            | 6–4, 6–4           |
| Vítěz     | 4. | únor 2019       | Budapešť, Maďarsko     | Challenger | tvrdý (h) | Roberto Marcora        | 6–0, 6–3           |
| Vítěz     | 5. | březen 2019     | Pau, Francie           | Challenger | tvrdý (h) | Norbert Gombos         | 5–7, 6–3, 6–3      |
| Vítěz     | 6. | duben 2019      | Monterrey, Mexiko      | Challenger | tvrdý     | Emilio Gómez           | 6–3, 6–2           |
| Finalista | 1. | březen 2025     | Phoenix, Spojené státy | Challenger | tvrdý     | João Fonseca           | 6–7(5–7), 6–7(0–7) |
| Vítěz     | 7. | květen 2025     | Turín, Itálie          | Challenger | antuka    | Pu Jün-čchao-kche-tche | 6–3, 6–3           |

### Čtyřhra: 7 (3–4)
| Stav      | č. | datum             | turnaj            | okruh      | povrch      | spoluhráč             | soupeři ve finále                       | výsledek              |
| --------- | -- | ----------------- | ----------------- | ---------- | ----------- | --------------------- | --------------------------------------- | --------------------- |
| Finalista | 1. | 8. srpna 2014     | Kazaň, Rusko      | Futures    | antuka      | Roman Safiullin       | Andrej Levine Anton Zajcev              | 1–6, 3–6              |
| Vítěz     | 1. | 12. září 2014     | Vsevoložsk, Rusko | Futures    | antuka      | Richard Muzajev       | Vladimir Ivanov Andrej Vasilevskij      | 6–3, 3–6, [11–9]      |
| Vítěz     | 2. | 7. listopadu 2014 | Tallinn, Estonsko | Futures    | tvrdý (h)   | Jevgenij Ťurněv       | Iván Arenas-Gualda Jorge Hernando Ruano | 6–4, 6–7(5–7), [10–1] |
| Finalista | 2. | 4. září 2015      | Vsevoložsk, Rusko | Futures    | antuka      | Richard Muzajev       | Denys Molčanov Jaraslav Šyla            | 2–6, 6–7(3–7)         |
| Vítěz     | 3. | 31. října 2015    | Antalya, Turecko  | Futures    | tvrdý       | Darko Jandrić         | Tuna Altuna Cem İlkel                   | 3–6, 6–4, [10–8]      |
| Finalista | 3. | 23. ledna 2016    | Kaarst, Německo   | Futures    | koberec (h) | Hubert Hurkacz        | Danylo Kaleničenko Denis Kapric         | 7–6(7–2), 4–6, [7–10] |
| Finalista | 1. | duben 2018        | Ťi-nan, Čína      | Challenger | tvrdý       | Alexandr Pavljučenkov | Sie Čeng-pcheng Jang Cung-chua          | 6–7(5–7), 6–4, [5–10] |